# Peter Lorentzen
Peter Lorentzen (* 2. September 1983 in Fredrikstad) ist ein ehemaliger norwegischer Eishockeyspieler, der im Verlauf seiner aktiven Karriere vorwiegend für die Stavanger Oilers in der GET-ligaen gespielt hat.  

## Karriere
Peter Lorentzen begann seine Karriere als Eishockeyspieler in seiner Heimatstadt im Nachwuchsbereich von Stjernen Hockey, für dessen Profimannschaft er in der Saison 2000/01 sein Debüt in der GET-ligaen gab, wobei er in 21 Spielen ein Tor vorbereitete. Anschließend verbrachte der Angreifer zwei Jahre bei den Tri-City Americans in der kanadischen Juniorenliga Western Hockey League, ehe er zur Saison 2003/04 nach Europa zurückkehrte, wo er einen Vertrag beim Järfälla HC aus der Division 1, der dritten schwedischen Spielklasse, erhielt. Nachdem er die Saison 2004/05 bei Uppsala Hockey in der zweitklassigen HockeyAllsvenskan begonnen hatte, wurde er im Laufe der Spielzeit vom IK Comet aus Norwegen verpflichtet, für den er in den folgenden zweieinhalb Jahren auf dem Eis stand.
Im Sommer 2007 unterschrieb Lorentzen beim schwedischen Zweitligisten Rögle BK, mit dem ihm auf Anhieb der Aufstieg in die Elitserien gelang, in der er in der Saison 2008/09 in 51 Spielen vier Tore erzielte und drei Vorlagen gab. Anschließend verließ er den Verein wieder und wechselte zur folgenden Spielzeit zu den Stavanger Oilers in seine norwegische Heimat. Mit seinem neuen Verein wurde er 2010 zunächst Norwegischer Meister und 2011 Vizemeister. Insgesamt sieben Mal wurde Lorentzen norwegischer Meister mit den Stavanger Oilers. Nach der Saison 2018/19 beendete er seine aktive Karriere.

### International
Für Norwegen nahm Lorentzen im Juniorenbereich an der U18-Junioren-B-Weltmeisterschaft 2000, der U18-Junioren-A-Weltmeisterschaft 2001 sowie der U20-Junioren-B-Weltmeisterschaft 2002 teil. Im Seniorenbereich stand er im Aufgebot seines Landes bei den A-Weltmeisterschaften 2009, 2010 und 2011 sowie der Qualifikation zu den Olympischen Winterspielen 2010.

## Erfolge und Auszeichnungen
- 2008 Aufstieg in die Elitserien mit dem Rögle BK
- 2010 Norwegischer Meister mit den Stavanger Oilers
- 2011 Norwegischer Vizemeister mit den Stavanger Oilers
- 2012 Norwegischer Meister mit den Stavanger Oilers
- 2013 Norwegischer Meister mit den Stavanger Oilers
- 2014 Gewinn des IIHF Continental Cups mit den Stavanger Oilers
- 2014 Norwegischer Meister mit den Stavanger Oilers
- 2015 Norwegischer Meister mit den Stavanger Oilers
- 2016 Norwegischer Meister mit den Stavanger Oilers
- 2017 Norwegischer Meister mit den Stavanger Oilers

### International
- 2000 Aufstieg in die A-Weltmeisterschaft bei der U18-Junioren-B-Weltmeisterschaft

## Statistik
(Stand: Ende der Saison 2010/11)